# Hip Hop TV
Hip Hop TV è  un canale televisivo prodotto dalla Seven Music Entertainment dal 1 gennaio 2017 è una SOCIAL TV. Era disponibile sulla piattaforma televisiva Sky, al canale 720. Il suo lancio è avvenuto il 1º ottobre 2008. Trasmetteva diversi programmi dove si potevano vedere prevalentemente brani hip hop e R&B.
Dal 3 ottobre 2016 è stato possibile vedere il canale gratuitamente in streaming. Il 31 dicembre 2016 il canale ha chiuso definitivamente su Sky per essere la prima SOCIAL TV di musica URBAN.
Dall'8 febbraio 2023 il canale è visibile sulla piattaforma streaming Samsung TV Plus al numero 4720 , anche sulle piattaforme plex e rakuten tv con dei canali TV dedicati 